# Macrovipera
Macrovipera is een geslacht van slangen uit de onderfamilie echte adders (Viperinae) van de familie adders (Viperidae).

## Naam en indeling
Er zijn drie soorten, inclusief de pas in 2018 beschreven soort Macrovipera razii. De slangen werden eerder aan andere geslachten toegekend, zoals Coluber, Vipera en Daboia. De wetenschappelijke naam van het geslacht werd in 1927 voorgesteld door Albert Franz Theodor Reuß. De soorten Daboia deserti en Daboia mauritanica werden tot 2001 ook in dit geslacht geplaatst.

## Verspreidingsgebied
De soorten komen voor in delen van Azië, Europa, noordelijk Afrika en het Midden-Oosten. De slangen leven in de landen Algerije, Tunesië, Cyprus, Irak, Turkije, Afghanistan, Syrië, Libanon, Iran, Pakistan, India, Jordanië, Rusland, Armenië, Azerbeidzjan, Turkmenistan, Kazachstan en Tadzjikistan.

## Beschermingsstatus
Door de internationale natuurbeschermingsorganisatie IUCN is aan een soort een beschermingsstatus toegewezen. Macrovipera schweizeri wordt beschouwd als 'bedreigd' (Endangered of EN).

## Soorten
Het geslacht omvat de volgende soorten, met de auteur en het verspreidingsgebied.
| Naam                                      | Auteur                                                                                             | Verspreidingsgebied |
| ----------------------------------------- | -------------------------------------------------------------------------------------------------- | --- |
| Levantijnse adder (Macrovipera lebetinus) | Linnaeus, 1758                                                                                     | Algerije, Tunesië, Cyprus, Irak, Turkije, Afghanistan, Syrië, Libanon, Iran, Pakistan, India, Jordanië, Rusland, Armenië, Azerbeidzjan, Turkmenistan, Kazachstan, Tadzjikistan |
| Macrovipera razii                         | Oraie, Rastegar-Pouyani, Khosrovani, Moradi, Akbari, Sehhatisabet, Shafiei, Stumpel, & Joger, 2018 | Iran |
| Macrovipera schweizeri                    | Werner, 1935                                                                                       | Griekenland |